# Speculum al foder
Speculum al foder es un libro medieval en catalán, de autor anónimo, que se puede traducir al catalán actual por Espejo, espejo o manual del joder  y pretende ser un tratado sobre los buenos modos sexuales. Incluido en el género didáctico de los tratados, es un texto divulgativo sobre la seducción, las prácticas sexuales y la higiene . Se trata del primer manual erótico europeo . Se conservan dos copias manuscritas, una de ellas parcial, del XV, en la Biblioteca Nacional de Madrid .

## Historia
En su mayor parte, el Speculum al foder es una traducción del tratado en latín Liber minor de coitu, basado en el Liber de coitu, que fue redactado en latín en el XII por Constantino Africano, el cual se basa en otros libros árabes, y estos, a la vez, tienen como origen remoto el Kama Sutra indio .

## Contenido
El libro Speculum al foder parte de la concepción galénica de que hay seis cosas no naturales que permiten mantener la salud: comer y beber, velar y dormir, el ejercicio y el reposo, las repleciones y las evacuaciones (entre ellas, la eyaculación ), el aire que nos rodea, y las pasiones del alma. Es decir, el enamoramiento provoca enfermedades, pero el acto sexual es sano.       
El contenido original de la obra incluye un manual de psicología femenina para la seducción y un catálogo de posturas sexuales . También se menciona una herramienta, el godomasino, predecesora de los consoladores . También se explican procedimientos para sintetizar remedios y afrodisíacos, como por ejemplo la medicina para asear la verga, en la que se detalla la receta de la leche merengada .